# Лукьянченко, Надежда Константиновна
Надежда Константиновна Лукьянченко (30 мая 1939, с. Гурьяновка — 1 августа 2004, с. Чириковка) — советский казахский животновод, Герой Социалистического Труда (1982). Работала дояркой в совхозе «Заречный» Ленинского района Северо-Казахстанской области Казахской ССР.

## Биография
Родилась 30 мая 1939 года в селе Гурьяновка Ленинского района Северо-Казахстанской области Казахской ССР в украинской семье.
Подростком устроилась весовщицей на пимокатную фабрику города Петропавловска. Позднее была разнорабочей на спиртзаводе и грузчиком на маслозаводе. В 1954 году некоторое время работала прицепщицей в колхозе «Зелёная роща» села Гурьяновка.
С 1954 года работала дояркой совхоза «Заречный» Ленинского района Северо-Казахстанской области. Вскоре она стала лидером по надою молока среди работников совхоза. На протяжении нескольких лет она надаивала фуражную корову более чем на 3200 литров молока в год. В 1975 году некоторое время была бригадиром животноводства, но вскоре вернулась на должность доярки. Работая в совхозе, Лукьянченко изучила основы зоотехники и ветеринарии.
В 1981 году начала работу с группой коров, не доившихся по 6—7 месяцев. Лукьянченко проследила, чтобы они все были осеменены. Было получено 36 телят. Затем она обнаружила, что некоторые коровы из этой группы отдают не всё молоко при механическом доении. Она стала выдаивать их вручную, получая ещё по 3—4 дополнительных литра молока. Во многом благодаря усилиям Лукьянченко, коллектив комплексной бригады № 3 был признан в 1981 году победителем в районном социалистическом соревновании среди бригад и отделений по производству мяса и добился хороших показателей по производству молока. Указом Президиума Верховного Совета СССР от 22 февраля 1982 года Надежде Константиновне Лукьянченко было присвоено звание Героя Социалистического Труда — «за достижение высоких результатов и трудовой героизм, проявленный в выполнении планов и социалистических обязательств по увеличению производства и продажи государству зерна и других сельскохозяйственных продуктов в 1981 году».
Избиралась депутатом Верховного Совета Казахской ССР 8-го созыва (1971—1974). В 1978 году стала членом КПСС. В 1981 году была делегатом XV съезда Компартии Казахстана, в 1986 году — делегатом XXVII съезда КПСС.
Работала в совхозе «Заречный» до 1989 года, была наставником молодёжи.
После выхода на пенсию в 1989 году жила в селе Чириковка Ленинского района Северо-Казахстанской области.
Умерла 1 августа 2004 года, похоронена на кладбище села Чириковка.

## Семья
Муж — Кирилл Мифодьевич. Шестеро детей.

## Награды и звания
- Герой Социалистического Труда (22.02.1982)
- Орден Ленина (06.09.1973)
- Орден Ленина (22.02.1982)
- Орден Трудового Красного Знамени (08.04.1971)
- Мастер животноводства 1-го класса